# Schleikahn
Der Schleikahn ist ein traditionelles Fischereifahrzeug. Es verfügte über einen Plattboden (ohne Kiel), war offen (ohne Deck) und hatte eine Länge von 5 bis 14 Metern.
Traditionell wurden diese Kähne durch Muskelkraft (Staken, Treideln, Rudern)  oder Windkraft (Segeln) angetrieben.
Die unter anderem auf Förden/Fjorden wie zum Beispiel der namensgebenden Schlei verkehrenden Kähne wurden hauptsächlich zur Fischerei eingesetzt. Sie waren flach gebaut und hatten einen bis drei Masten mit Spriet.
Viele der alten Schleikähne sind heute Eigentum des gemeinnützigen Holmer Segelverein Schleswig, dessen Mitglieder die Boote restaurieren und jedes Jahr die traditionelle Twiebakken-Regatta (Zwieback-Regatta) veranstalten.